# Scophthalmus
A Scophthalmus a csontos halak (Osteichthyes) főosztályának a sugarasúszójú halak (Actinopterygii) osztályába, ezen belül a lepényhalalakúak (Pleuronectiformes) rendjébe és a Scophthalmidae családjába tartozó nem.

## Rendszerezés
A nembe az alábbi 4 faj tartozik:
- Scophthalmus aquosus (Mitchill, 1815)
- Scophthalmus maeoticus (Pallas, 1814)
- nagy rombuszhal (Scophthalmus maximus) (Linnaeus, 1758)
- Scophthalmus rhombus (Linnaeus, 1758) - típusfaj

## Képek

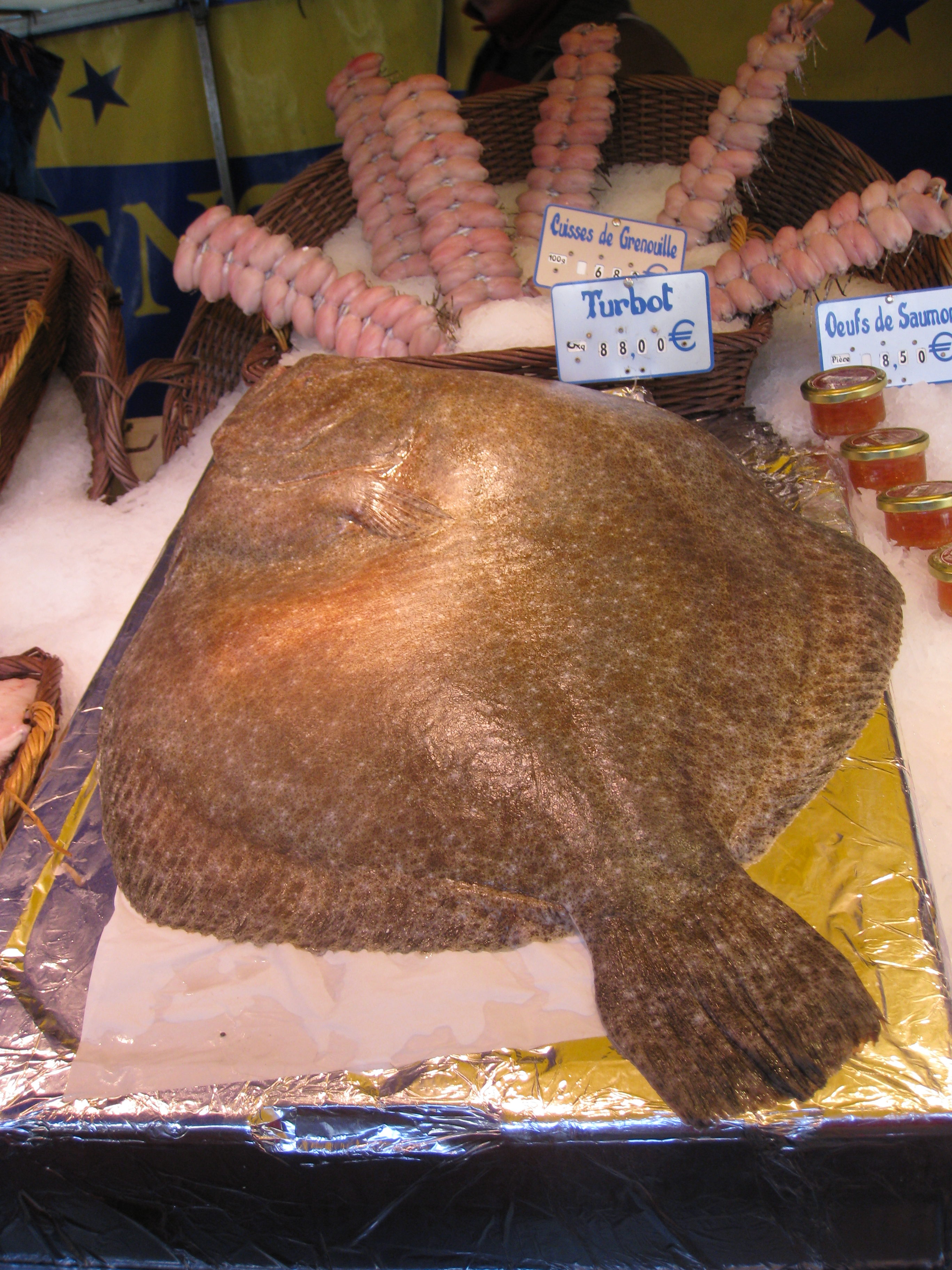
Scophthalmus aquosus
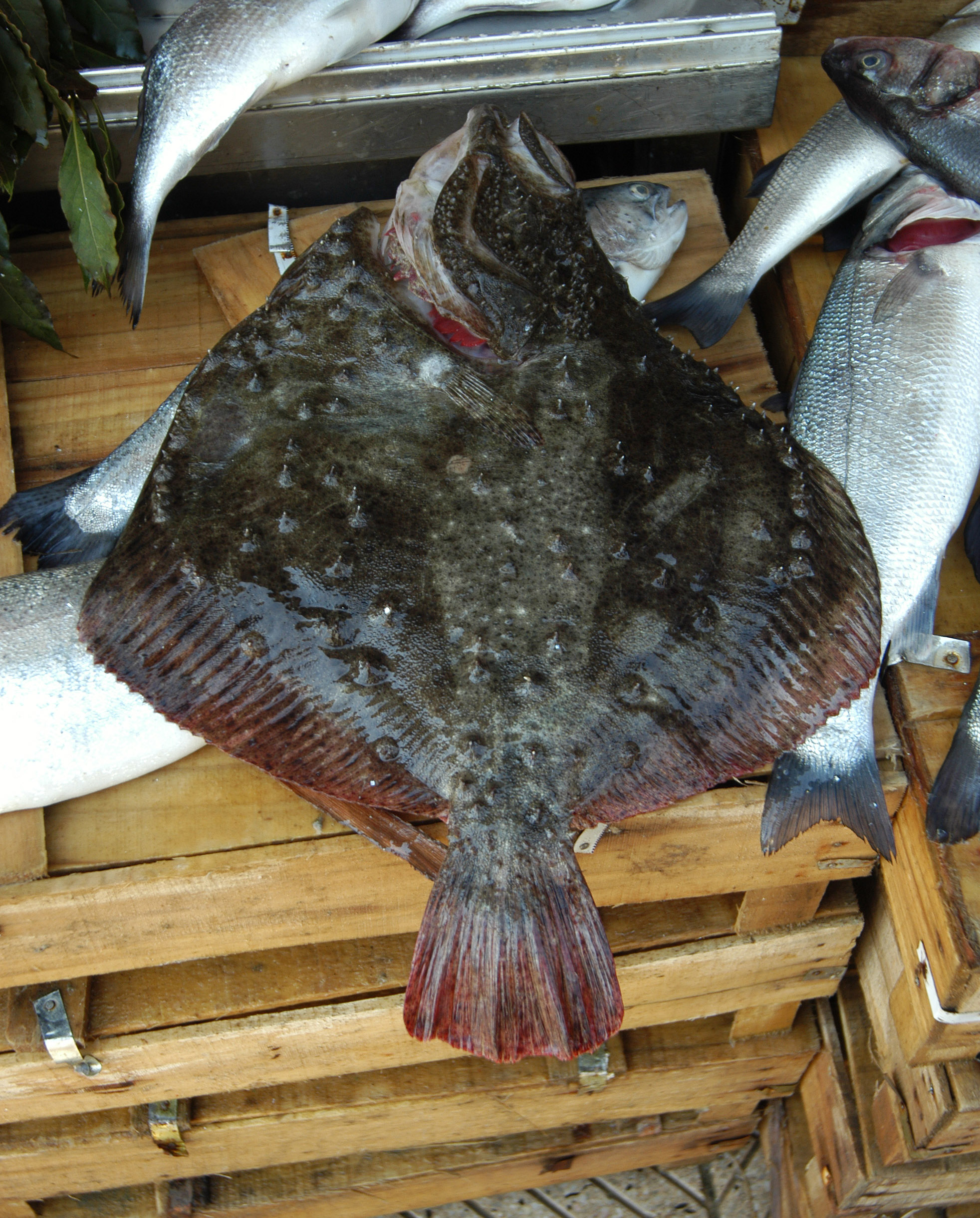
Scophthalmus maeoticus
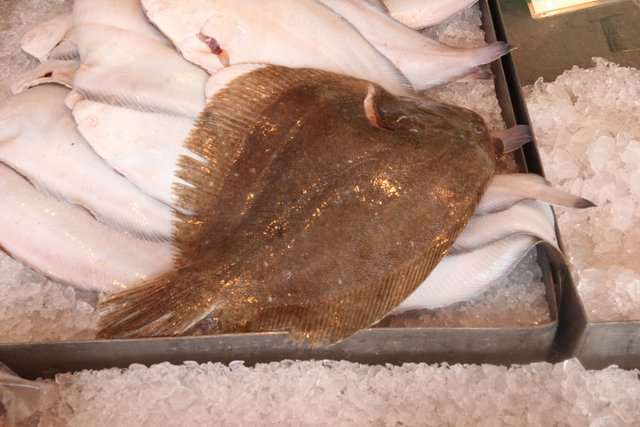
Scophthalmus rhombus